# Classification de Lown
Pour les articles homonymes, voir Lown.
La classification de Lown, ou « selon Lown et Wolf », s'applique, en médecine, aux extrasystoles ventriculaires (ESV). Elle a été proposée en 1971 par le cardiologue américain Bernard Lown, présentant cinq catégories hiérarchisées : les cinq degrés selon Lown.
Le risque de mort subite d'origine cardiaque peut être évalué, chez les patients présentant une maladie coronarienne, sur la base du type et de la fréquence des ESV relevées lors d'un enregistrement holter cardiaque et la classification de Lown,.

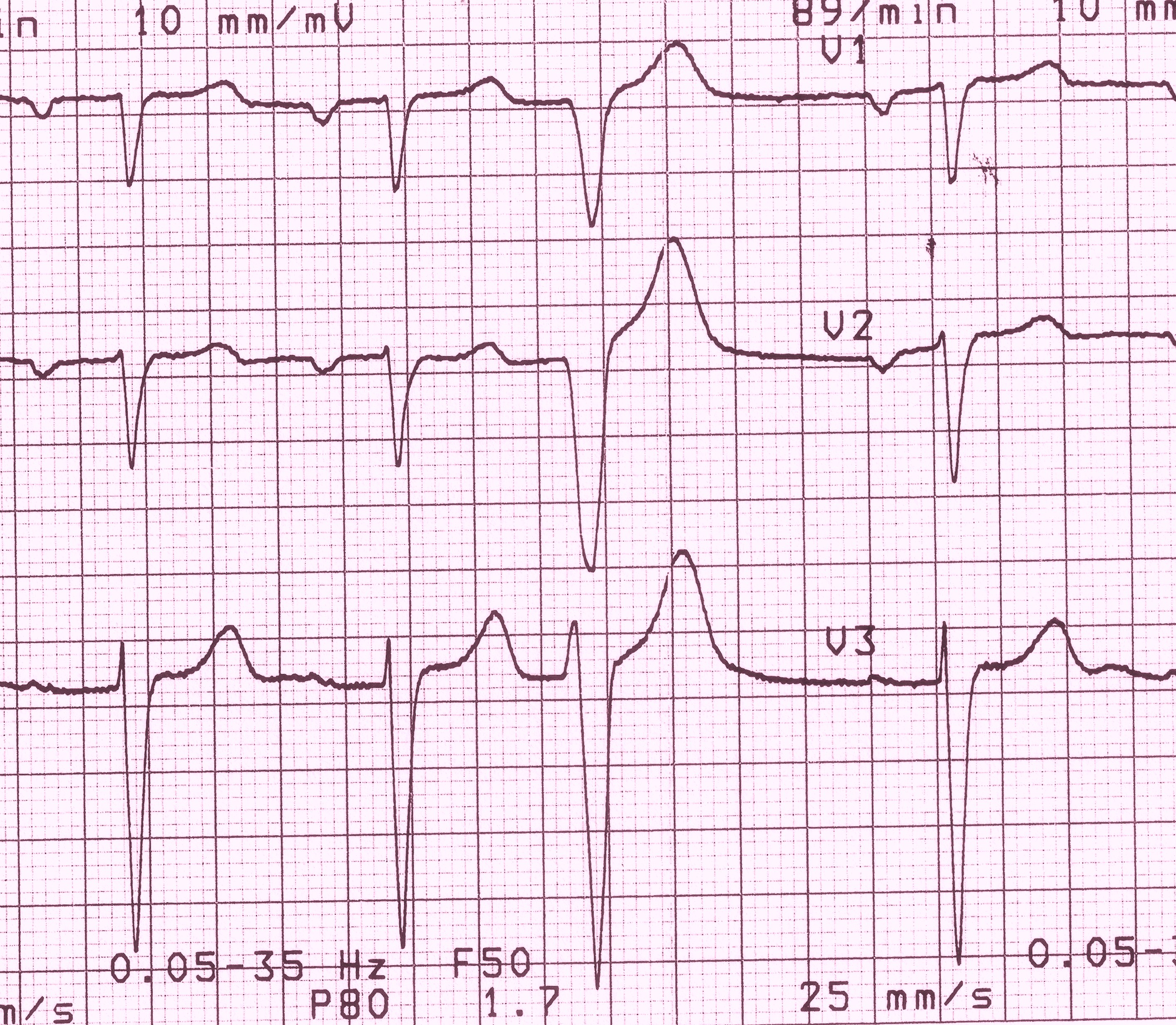
Premature ventricular complexes or Extrasystoles
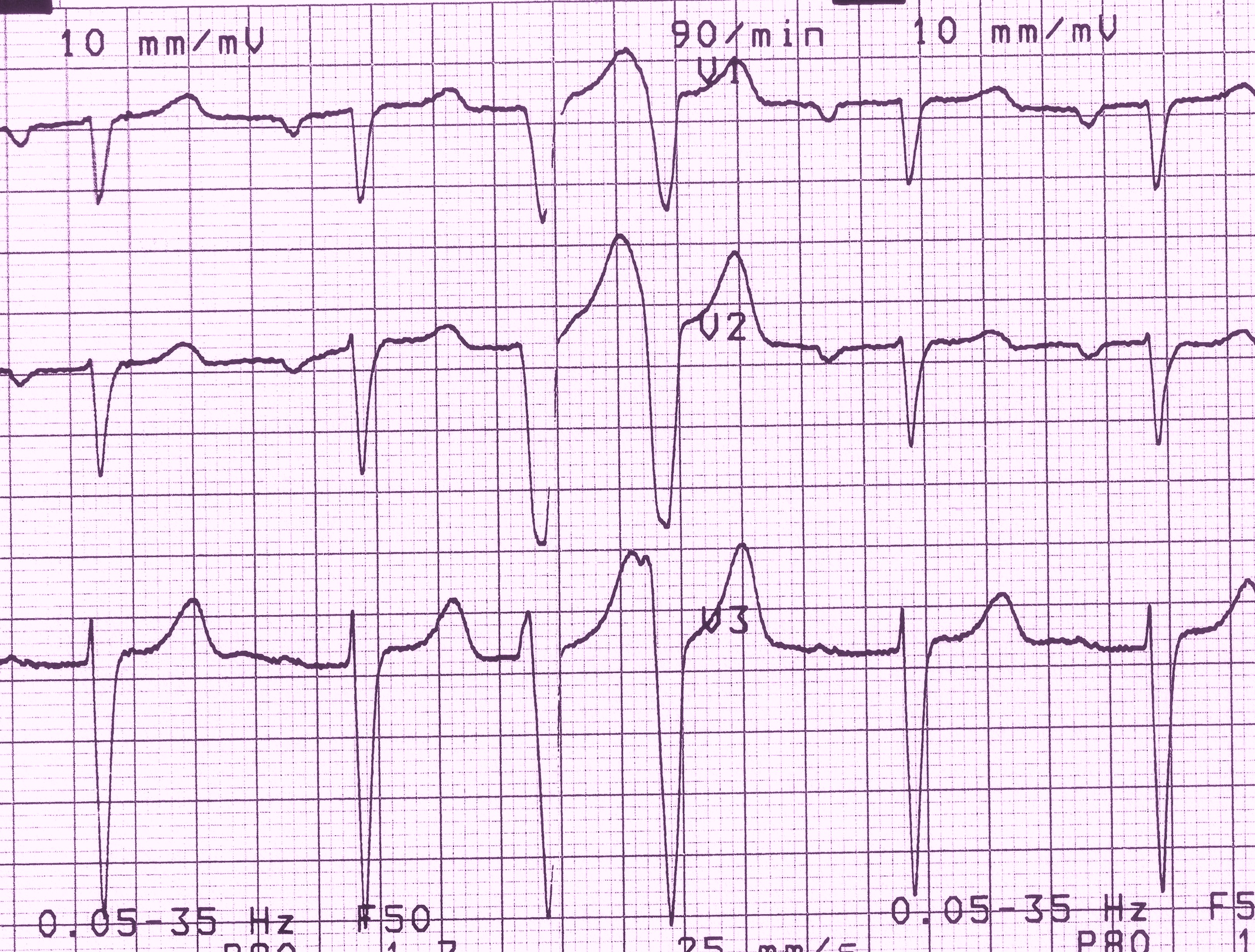
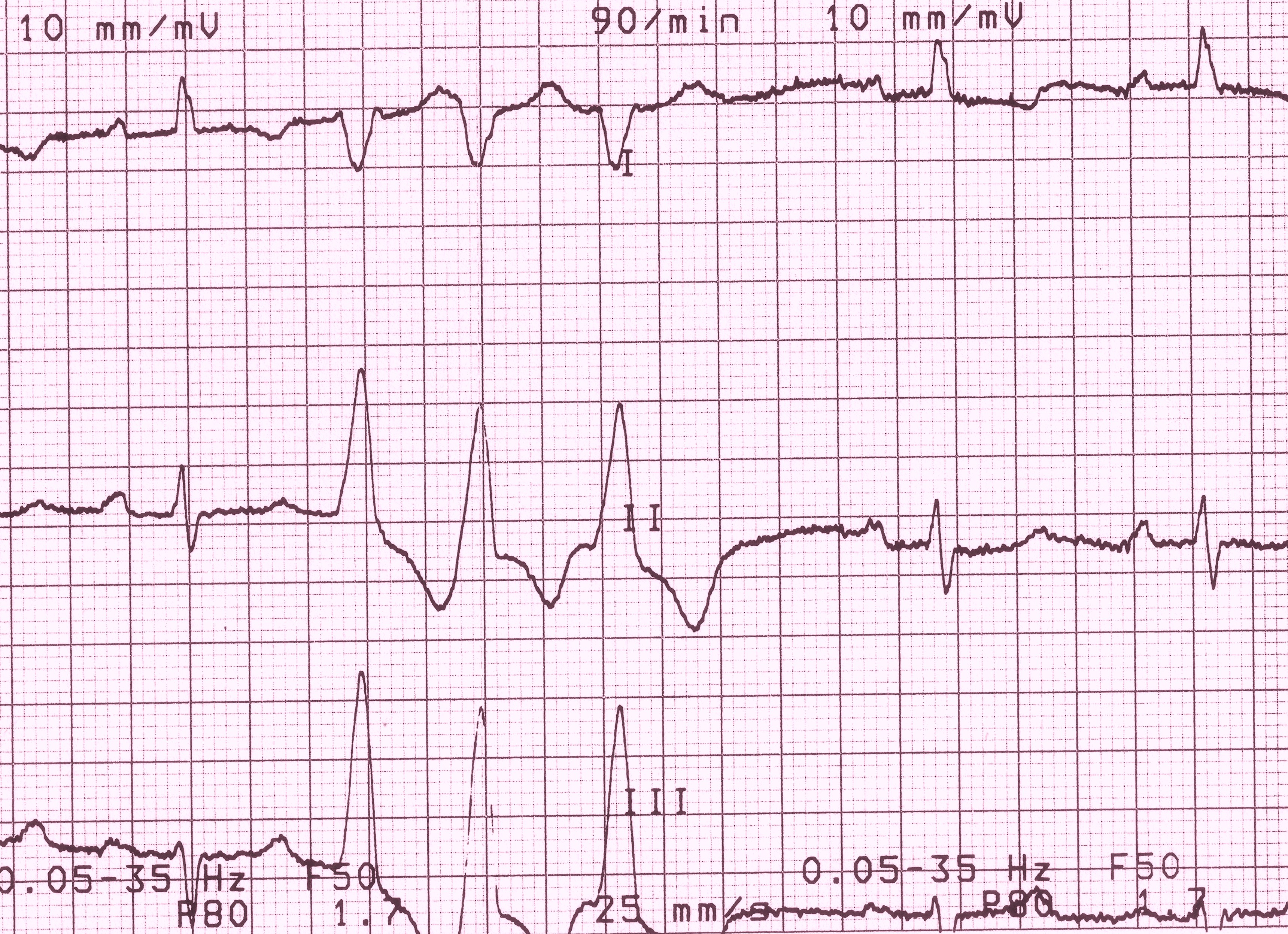
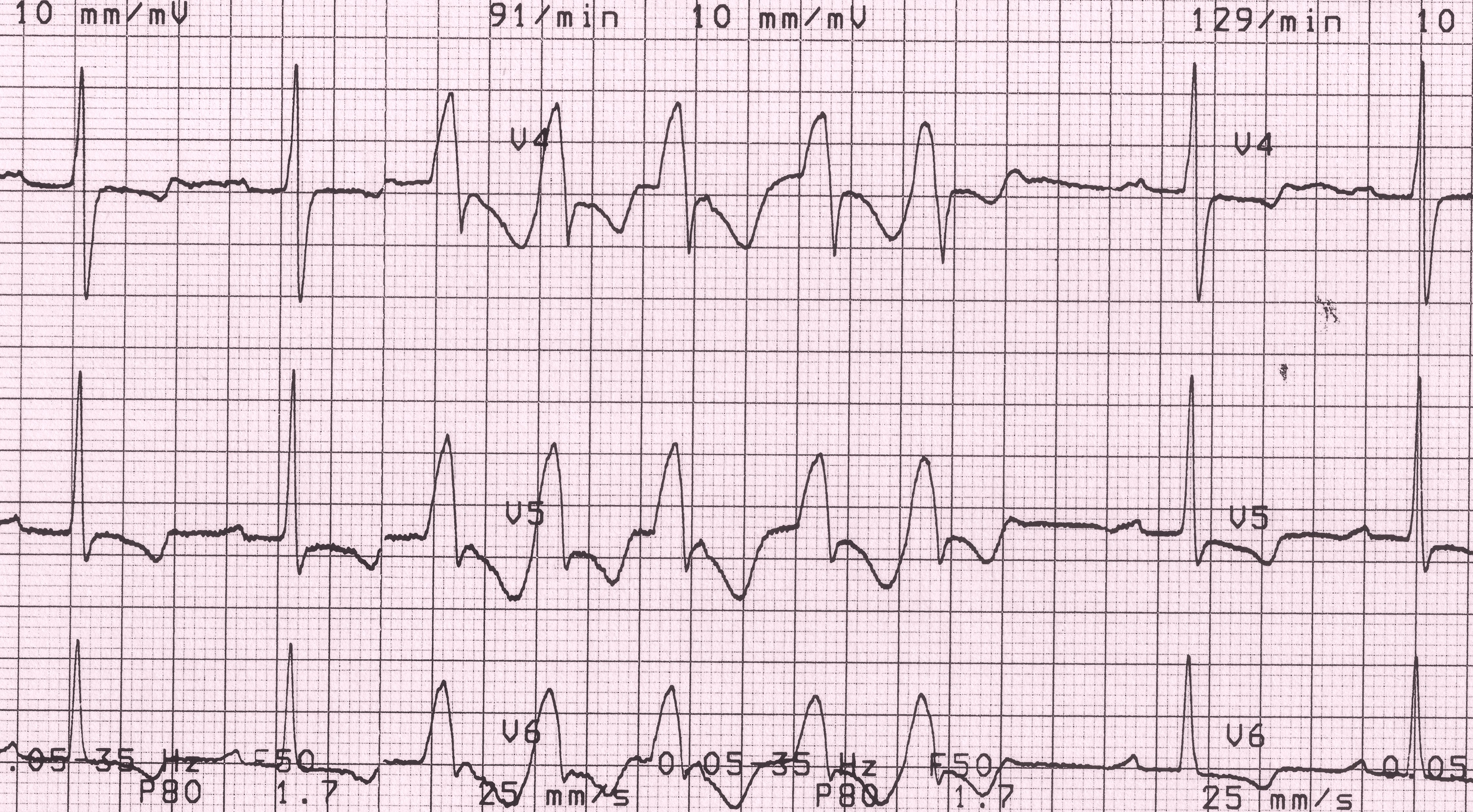

## Classification
| degré   | fréquence et type d'ESV                                            |
| ------- | ------------------------------------------------------------------ |
| 0       | aucune ESV                                                         |
| 1       | ESV occasionnelles, isolées (moins de 30 par heure)                |
| 2       | ESV fréquentes (plus d'une par minute ou plus de 30 sur une heure) |
| 3 3a 3b | ESV polymorphes                                                    |
| 3 3a 3b | isolées                                                            |
| 3 3a 3b | bigéminisme ventriculaire                                          |
| 4 4a 4b | ESV à répétition                                                   |
| 4 4a 4b | paires d'ESV                                                       |
| 4 4a 4b | en salves                                                          |
| 5       | ESV précoces, phénomènes R sur T (de)                              |